# 加里波利足球俱樂部
加里波利足球俱樂部（義大利語：A.S.D. Città di Gallipoli）是意大利的一家職業足球俱樂部。主場位於加里波利。